# Martina Zellner
Martina Zellner (* 26. Februar 1974 in Traunstein; seit 2004 verheiratete Martina Seidl) ist eine ehemalige deutsche Biathletin. Ihre größten Erfolge waren der Weltmeistertitel im Sprint 1999 und die Goldmedaille mit der deutschen Staffel bei den Olympischen Spielen 1998.

## Leben
Martina Zellner wuchs in Schleching auf, dort machte sie auch ihre ersten Erfahrungen auf Skiern. Schon im Alter von sechs Jahren stand sie auf Langlaufbrettern und bestritt für den SC Schleching bald die ersten Wettkämpfe. Bereits ihr Vater war Langläufer und Biathlet und von 1966 bis 1973 Mitglied der Herrennationalmannschaft. Die Faszination für die in der Nähe ihres Elternhauses im Schlechinger Gasthof gelegenen Schießstände führten sie ebenfalls zum Biathlon. Ihr Vorbild war Peter Angerer.
Ihren Erfolgen im Juniorenbereich mit drei Staffelmedaillen 1990, 1992 und 1994 und vor allem der Goldmedaille im Einzel 1994 folgte der erste Start im Weltcup 1994 in Bad Gastein, wo sie im Einzel 46. wurde und im Sprint mit dem 27. Platz ihre ersten Weltcup-Punkte knapp verpasste. Dies schaffte sie aber bereits auf der nächsten Weltcupstation in Pokljuka, dort wurde sie 23. Einigen Top-Ten-Platzierungen 1995 und einem kleinen Tief 1996 folgte dann endlich 1997 der erste Podestplatz, sie wurde Zweite im Sprint und Dritte in der Verfolgung von Kontiolahti. Mit der Staffel war sie vorher in Östersund schon einmal Zweite gewesen und Martina Zellner etablierte sich mit diesen Erfolgen in der Weltspitze. Am Ende der Saison wurde sie mit Platz 3 im Gesamtweltcup für ihre konstanten Leistungen belohnt.
1998 und 1999 waren die großen Jahre der Martina Zellner. Zunächst wurde sie Staffelolympiasiegerin in Nagano gemeinsam mit Uschi Disl, Katrin Apel und Petra Behle. Wenig später fand die Weltmeisterschaft im Verfolgungswettbewerb − damals noch nicht olympische Disziplin − statt und sie konnte hinter der Favoritin Magdalena Forsberg und Corinne Niogret ihre erste WM-Einzelmedaille gewinnen. Bei den Weltmeisterschaften 1999 gewann sie dann den Sprint vor Magdalena Forsberg, schaffte in der Verfolgung den dritten Platz und holte als Schlussläuferin in der Staffel zusammen mit Startläuferin Uschi Disl, Simone Greiner-Petter-Memm und Katrin Apel ihren zweiten Titel. Sie wurde zur erfolgreichsten Athletin dieser WM und als die Königin von Kontiolahti gefeiert. 2000 war sie wieder mit der Staffel auf dem Podest, diesmal mit Andrea Henkel neben Disl und Apel auf dem zweiten Platz. Eine weitere Einzelmedaille gab es für sie mit Bronze im Sprint. Sie ist damit unter den erfolgreichsten deutschen Biathletinnen bei Weltmeisterschaften an sechster Stelle (Stand März 2008).
Für den Gewinn der Goldmedaille bei den Olympischen Spielen in Nagano erhielt sie – zusammen mit ihren Teamkolleginnen Disl, Apel und Behle – das Silberne Lorbeerblatt.
Ihr dritter und letzter Sieg bei einem Weltcuprennen war im Massenstart von Chanty-Mansijsk am Ende der Saison 1999/2000, der Lohn für starke Leistungen während der ganzen Saison war der dritte Platz im Sprintweltcup. Auch 2001 und 2002 stand sie noch einige Male auf dem Siegerpodest und gewann in drei Staffelrennen, bevor sie sich aus dem Aktivensport verabschiedete.
Nach ihrer aktiven Karriere war Martina Zellner in der Saison 2003/04 Fernsehexpertin der ARD-Sportschau. Sie ist seit 2017 als Biathlontrainerin in Ruhpolding tätig; zunächst als Schülertrainerin und seit 2022 als Landestrainerin des Bayerischen Skiverbands. 2020 wurde sie vom Deutschen Skiverband als Trainerin des Jahres im Biathlon ausgezeichnet.
Zellner heiratete am 28. Mai 2004 und trägt seitdem den Namen Martina Seidl. Ihr im selben Jahr geborener Sohn Elias und die 2009 geborene Tochter Antonia sind ebenfalls als Biathleten aktiv.

## Erfolge
- Olympische Winterspiele:
  - 1998: 1 × Gold (Staffel)

- Weltmeisterschaften:
  - 1998: 1 × Bronze (Verfolgung)
  - 1999: 2 × Gold (Sprint, Staffel), 1 × Bronze (Verfolgung)
  - 2000: 1 × Silber (Staffel), 1 × Bronze (Sprint)

- Weltcup
  - 3 Weltcupsiege (1 Sprint, 1 Verfolgung, 1 Massenstart)
  - 3. Gesamtweltcup Saison 1997/1998
  - 3. Sprintweltcup Saison 1999/2000
  - 6. Gesamtweltcup Saison 1998/1999
  - 7. Gesamtweltcup Saison 1999/2000

## Biathlon-Weltcup

### Weltcupsiege
Alle Siege bei Biathlon-Weltcups, getrennt aufgelistet nach Einzel- und Staffelrennen. Durch Anklicken des Symbols im Tabellenkopf sind die Spalten sortierbar.
| Nr. | Datum            | Ort              | Disziplin   |
| --- | ---------------- | ---------------- | ----------- |
| 1.  | 12. Februar 1999 | Kontiolahti (WM) | Sprint      |
| 2.  | 16. Januar 2000  | Ruhpolding       | Verfolgung  |
| 3.  | 19. März 2000    | Chanty-Mansijsk  | Massenstart |

| Nr. | Datum             | Ort              | Disziplin  |
| --- | ----------------- | ---------------- | ---------- |
| 1.  | 19. Februar 1998  | Nagano (OS)      | Staffel 1  |
| 2.  | 17. Dezember 1998 | Osrblie          | Staffel 2  |
| 3.  | 10. Januar 1999   | Oberhof          | Staffel 3  |
| 4.  | 14. Februar 1999  | Kontiolahti (WM) | Staffel 4  |
| 5.  | 14. Januar 2000   | Ruhpolding       | Staffel 5  |
| 6.  | 23. Januar 2000   | Antholz          | Staffel 6  |
| 7.  | 10. März 2000     | Lahti            | Staffel 7  |
| 8.  | 7. Dezember 2001  | Hochfilzen       | Staffel 8  |
| 9.  | 17. Januar 2002   | Ruhpolding       | Staffel 9  |
| 10. | 15. März 2002     | Lahti            | Staffel 10 |

### Biathlon-Weltcup-Platzierungen
Die Tabelle zeigt alle Platzierungen (je nach Austragungsjahr einschließlich Olympische Spiele und Weltmeisterschaften).
- 1.–3. Platz: Anzahl der Podiumsplatzierungen
- Top 10: Anzahl der Platzierungen unter den ersten zehn (einschließlich Podium)
- Punkteränge: Anzahl der Platzierungen innerhalb der Punkteränge (einschließlich Podium und Top 10)
- Starts: Anzahl gelaufener Rennen in der jeweiligen Disziplin

| Platzierung | Einzel | Sprint | Verfolgung | Massenstart | Team | Staffel | Gesamt |
| ----------- | ------ | ------ | ---------- | ----------- | ---- | ------- | ------ |
| 1. Platz    |        | 1      | 1          | 1           |      | 10      | 13     |
| 2. Platz    | 1      | 4      |            |             |      | 5       | 10     |
| 3. Platz    | 1      | 2      | 3          |             |      | 2       | 8      |
| Top 10      | 10     | 15     | 15         | 4           |      | 20      | 64     |
| Punkteränge | 20     | 36     | 28         | 12          | 1    | 20      | 117    |
| Starts      | 36     | 62     | 36         | 12          | 1    | 20      | 167    |

(Einschl. Weltmeisterschaften und Olympische Spiele, Punkteränge entsprechend dem jeweils gültigen Punktesystem)